# Жабаль
Жабаль (серб. Жабаљ, венг.  Zsablya, нем. Josefsdorf) — город в Сербии, в автономном крае Воеводина, в Южно-Бачском округе, центр одноимённой общины.
Расположен в регионе Шайкашка в юго-восточной части Бачка недалеко от реки Тиса в 30 км к северо-востоку от Нови-Сад.

## Топоним
Название Žabalj происходит от сербского слова žaba (лягушка, жаба). По венгерски — Zsablya. На немецком языке это место называлось Йозефсдорф (Josefsdorf). В 1886-1919 годах — Józseffalva.

## История

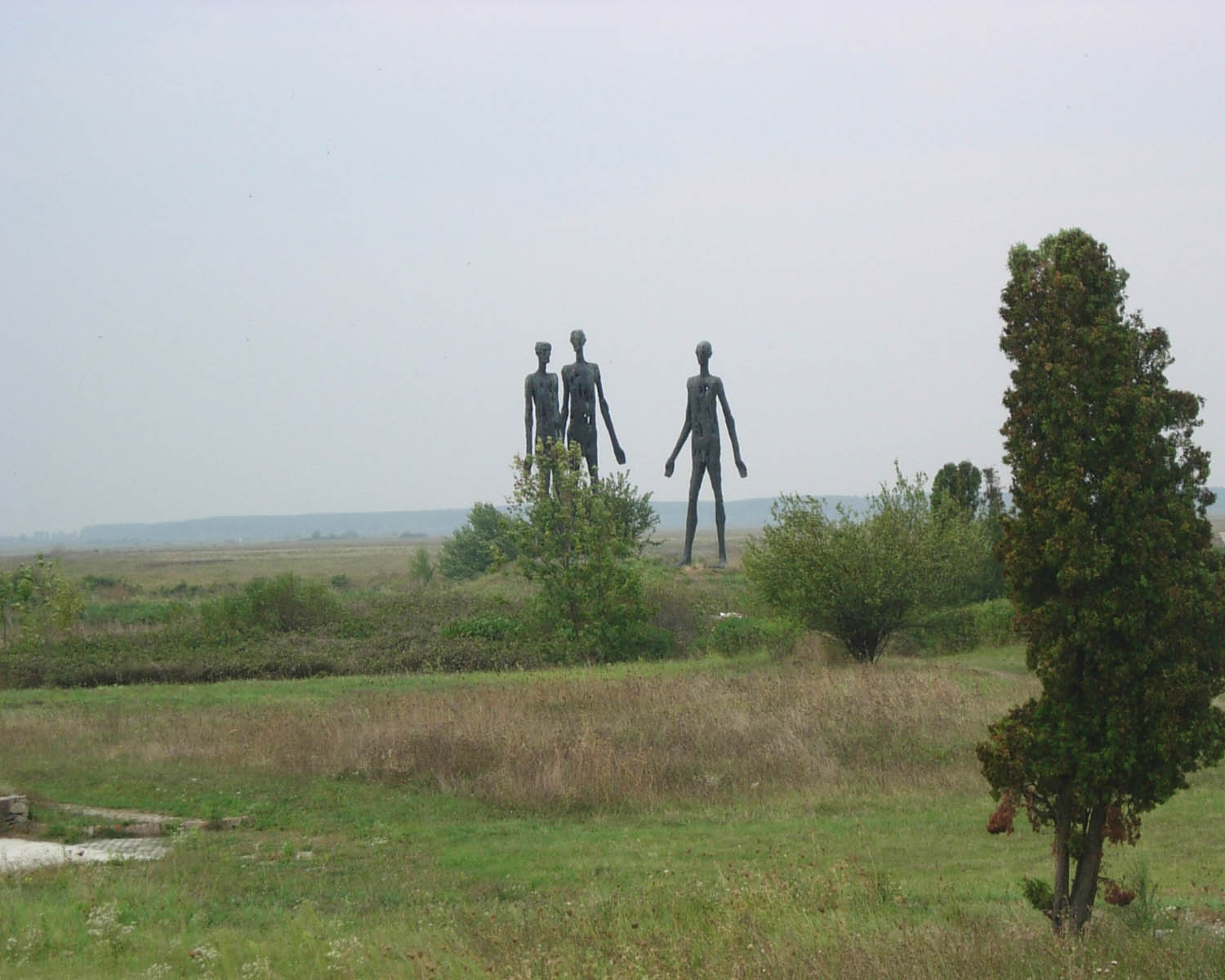
Памятник жертвам резни 1942 года

Впервые упоминается в 1514 году в донесениях Дьёрдя Дожи во время борьбы с османами. В XVIII веке окрестности считались военной границей Габсбургской империи
Во время Второй мировой войны местность была аннексирована Венгрией. В январе 1942 года здесь произошла, так называемая, Резня в Нови-Саде. 666 жителей Жабаля были убиты, в том числе 355 мужчин, 141 женщина, 101 ребенок и 69 стариков. Из них 614 сербов, 28 евреев, 23 цыгана и венгр. В ответ осенью и зимой 1944 года партизаны Тито убили большое количество людей венгерской и немецкой национальности.
В 1946 году в Жабале были повешены военные преступники Ласло Деак, Йожеф Грашши, Ференц Фекетехальми-Чейднер.